# 1985-ös sakkvilágbajnokság
 Ez a cikk a sakkjátszmák algebrai lejegyzését alkalmazza.
Az 1985-ös sakkvilágbajnokság az 1984-es sakkvilágbajnokság újrajátszása volt, mert azt hat hónapon át tartó 48 játék után a Nemzetközi Sakkszövetség elnöke félbeszakította, és véges számú játszmából álló feltételek között megismételtette.  A világbajnoki cím sorsa Anatolij Karpov és Garri Kaszparov között dőlt el. A mérkőzés 1985. szeptember 3. – november 9. között zajlott  Moszkvában. A 24 játszmás párosmérkőzésen Garri Kaszparov 13–11 arányban győzött, ezzel elhódította a világbajnoki címet, és ő lett a sakk történetének 13. világbajnoka. Ekkor mindössze 22 éves volt, amivel azóta is ő minden idők legfiatalabb sakkvilágbajnoka.

## Előzmények
A sakkvilágbajnoki címet Anatolij Karpov 1975-ben a világbajnokjelölti versenysorozat megnyerése után a döntőben játék nélkül szerezte meg, miután az akkor regnáló világbajnok Bobby Fischer olyan követelményeket támasztott a párosmérkőzés lebonyolításával szemben, amit a Nemzetközi Sakkszövetség (FIDE) csak részben tudott elfogadni. Fischer a FIDE feltételeit nem fogadta el, és nem állt ki a mérkőzésre, ezért a szövetség megvonta tőle a világbajnoki címet és Karpovnak adományozta azt. Az 1978-as világbajnoki döntőben Viktor Korcsnoj ellen 6–5 arányban győzött (21 döntetlen mellett), és megvédte világbajnoki címét. Az 1981-es sakkvilágbajnokság döntőjében ismét Viktor Korcsnoj volt a kihívója, és 6–2 arányú győzelmével másodszor is megvédte címét.
Az 1984-es sakkvilágbajnokság 1984. szeptember 10-én kezdődött, és 1985. február 15-én 48 játszma lejátszása után Karpov 5–3-as vezetésénél lett félbeszakítva. Florencio Campomanes a Nemzetközi Sakkszövetség (FIDE) elnöke a félbeszakítást azzal indokolta, hogy a hosszan tartó szellemi és idegi megterhelés a játékosok egészségét veszélyezteti.

## A megismételt mérkőzés szabályai
A mérkőzés megismétlését néhány hónapos szünet után új – záros határidőn belüli befejezést biztosító – szabályok szerint írta elő. A pontos szabályokat a FIDE 1985. júliusban tartott ülése határozta meg. Ennek megfelelően a megismételt mérkőzés legfeljebb 24 játszmából állhatott, amelynek győztese az, aki előbb éri el a 12,5 pontot. 12–12 esetén Karpov, mint regnáló világbajnok megőrzi címét. Ha Karpov elveszti a mérkőzést, akkor visszavágót kérhet. Ha Kaszparov lesz a mérkőzés vesztese, akkor a következő világbajnoki ciklusba csak a legvégén kell bekapcsolódnia: a világbajnokjelöltek versenyének végső győztesével mérkőzhet az újabb kihívás jogáért.
A díjalap 1,6 millió svájci frank volt, amelynek 62,5%-a illette a győztest.

## A versenyzők
Abban az időben Karpovnak volt magasabb az Élő-pontszáma, 2720, amellyel a világranglista élén állt. Szorosan mögötte a 2. helyen Kaszparov követte 2700 ponttal. Karpovnak viszont volt egy hátránya, hogy 34 éves volt, tehát 12 évvel volt idősebb  ellenfelénél. Erre utalhatott Mihail Botvinnik exvilágbajnok, Kaszparov egykori mestere, amikor még a mérkőzés előtt kijelentette, hogy „amennyiben Kaszparov a 10–12. játszmáig tartani tudja a mérkőzést, vagy legfeljebb egy pont hátrányban van, akkor jó esélye lesz a végső  győzelemre”.
A két világbajnoki döntő között Kaszparov két párosmérkőzést vívott: a nyugatnémet Robert Hübner ellen három játszmát nyert három döntetlen mellett, és a svéd Ulf Andersson ellen két játszmát nyert négy döntetlen mellett.
Karpov szintén jó formában volt, veretlenül nyerte az 1985-ös OHRA-versenyt Amszterdamban.
Kaszparov több interjúban is aggodalmát fejezte ki amiatt, hogy egyáltalán létrejön-e a megismételt mérkőzés. Attól félt, hogy Campomanes, Karpov vagy a szovjet sakkszövetség vezetői meghiúsítják azt. 1985. augusztusban megtiltották számára, hogy külföldi sajtóban nyilatkozzon. Támogatóit sorra érték zaklatások. Például az egyik szekundánsa, a magyar Adorján András nem kapott beutazási vízumot, így nem vehetett részt a mérkőzésen. Knezevicset, a Tanjug jugoszláv hírügynökség hivatalos fotósát letartóztatták, majd kiutasították a Szovjetunióból. Korábban ő készített interjút Kaszparovval.

## A párosmérkőzés lefolyása

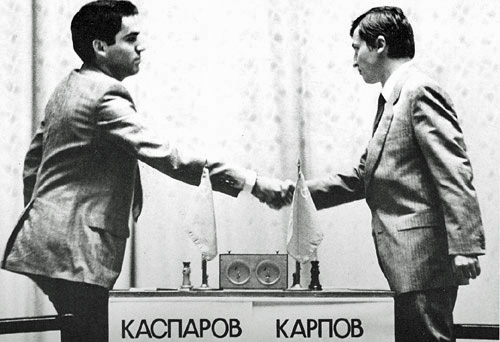
Kaszparov és Karpov a bajnokságon 1985-ben

A mérkőzésre Moszkvában a Csajkovszkij koncertteremben került sor, ott, ahol 1950 óta minden Moszkvában rendezett sakkvilágbajnoki döntőre. A megnyitó ünnepséget szeptember 2-án tartották, az első játszmát 3-án kezdték el. A mérkőzés iránt óriási érdeklődés nyilvánult meg. Az 1500 nézőt befogadó terem mindig telve volt, és az épület előtt az után ezrek próbáltak jegyhez jutni. Egy jegy ára 2,5 rubel volt, de a feketepiacon 15 rubelt kértek érte.
Rögtön az első játszmát Kaszparov nyerte, Karpov azonban a 4. és 5. játszma megnyerésével fordítani tudott. Kaszparov a 11. játszmában egyenlített, és a mérkőzés félidejében 6–6-ra álltak. Kaszparov a 16. és a 19. játszmában aratott győzelmével két pont előnyre tett szert, Karpov azonban a 22. játszmában szépített. Az utolsó játszma előtt 12–11-re vezetett Kaszparov. Ha a világossal játszó Karpov nyeri az utolsó játszmát, akkor a döntetlennel megvédi címét. A küzdelem hevében azonban tisztet nézett el, és ezzel a játszmát és a mérkőzést is elvesztette.

### A játszmánkénti eredmények
|                               | Pontszám | 1 | 2 | 3 | 4 | 5 | 6 | 7 | 8 | 9 | 10 | 11 | 12 | 13 | 14 | 15 | 16 | 17 | 18 | 19 | 20 | 21 | 22 | 23 | 24 | Pont |
| ----------------------------- | -------- | - | - | - | - | - | - | - | - | - | -- | -- | -- | -- | -- | -- | -- | -- | -- | -- | -- | -- | -- | -- | -- | ---- |
| Garri Kaszparov               | 2700     | 1 | ½ | ½ | 0 | 0 | ½ | ½ | ½ | ½ | ½  | 1  | ½  | ½  | ½  | ½  | 1  | ½  | ½  | 1  | ½  | ½  | 0  | ½  | 1  | 13   |
| Anatolij Jevgenyjevics Karpov | 2720     | 0 | ½ | ½ | 1 | 1 | ½ | ½ | ½ | ½ | ½  | 0  | ½  | ½  | ½  | ½  | 0  | ½  | ½  | 0  | ½  | ½  | 1  | ½  | 0  | 11   |

### A mérkőzés játszmái
A mérkőzés összes játszmája megtalálható a Chessgames honlapján. A döntéssel végződött játszmák:
1. játszma Kaszparov–Karpov 1–0 42 lépés
Nimzoindiai védelem, háromhuszáros változat ECO E21
1.d4 Hf6 2.c4 e6 3.Hc3 Fb4 4.Hf3 c5 5.g3 He4 6.Vd3 Va5 7.Vxe4 Fxc3+ 8.Fd2 Fxd2+ 9.Hxd2 Vb6 10.dxc5 Vxb2 11.Bb1 Vc3 12.Vd3 Vxd3 13.exd3 Ha6 14.d4 Bb8 15.Fg2 Ke7 16.Ke2 Bd8 17.He4 b6 18.Hd6 Hc7 19.Bb4 He8 20.Hxe8 Kxe8 21.Bhb1 Fa6 22.Ke3 d5 23.cxd6 Bbc8 24.Kd3 Bxd6 25.Ba4 b5 26.cxb5 Bb8 27.Bab4 Fb7 28.Fxb7 Bxb7 29.a4 Ke7 30.h4 h6 31.f3 Bd5 32.Bc1 Bbd7 33.a5 g5 34.hxg5 Bxg5 35.g4 h5 36.b6 axb6 37.axb6 Bb7 38.Bc5 f5 39.gxh5 Bxh5 40.Kc4 Bh8 41.Kb5 Ba8 42.Bbc4 1-0
4. játszma Karpov–Kaszparov 1–0 63 lépés
Elhárított vezércsel, Charousek (Petroszján)-változat ECO D55
1.d4 d5 2.c4 e6 3.Hc3 Fe7 4.Hf3 Hf6 5.Fg5 h6 6.Fxf6 Fxf6 7.e3 O-O 8.Vc2 Ha6 9.Bd1 c5 10.dxc5 Va5 11.cxd5 Hxc5 12.Vd2 Bd8 13.Hd4 exd5 14.Fe2 Vb6 15.O-O He4 16.Vc2 Hxc3 17.Vxc3 Fe6 18.Vc2 Bac8 19.Vb1 Bc7 20.Bd2 Bdc8 21.Hxe6 fxe6 22.Fg4 Bc4 23.h3 Vc6 24.Vd3 Kh8 25.Bfd1 a5 26.b3 Bc3 27.Ve2 Bf8 28.Fh5 b5 29.Fg6 Fd8 30.Fd3 b4 31.Vg4 Ve8 32.e4 Fg5 33.Bc2 Bxc2 34.Fxc2 Vc6 35.Ve2 Vc5 36.Bf1 Vc3 37.exd5 exd5 38.Fb1 Vd2 39.Ve5 Bd8 40.Vf5 Kg8 41.Ve6+ Kh8 42.Vg6 Kg8 43.Ve6+ Kh8 44.Ff5 Vc3 45.Vg6 Kg8 46.Fe6+ Kh8 47.Ff5 Kg8 48.g3 Kf8 49.Kg2 Vf6 50.Vh7 Vf7 51.h4 Fd2 52.Bd1 Fc3 53.Bd3 Bd6 54.Bf3 Ke7 55.Vh8 d4 56.Vc8 Bf6 57.Vc5+ Ke8 58.Bf4 Vb7+ 59.Be4+ Kf7 60.Vc4+ Kf8 61.Fh7 Bf7 62.Ve6 Vd7 63.Ve5 1-0
5. játszma Kaszparov–Karpov 0–1 44 lépés
Spanyol megnyitás Flohr-rendszere ECO C92
1.e4 e5 2.Hf3 Hc6 3.Fb5 a6 4.Fa4 Hf6 5.O-O Fe7 6.Be1 b5 7.Fb3 d6 8.c3 O-O 9.h3 Fb7 10.d4 Be8 11.Hbd2 Ff8 12.a4 Vd7 13.axb5 axb5 14.Bxa8 Fxa8 15.d5 Ha5 16.Fa2 c6 17.b4 Hb7 18.c4 Bc8 19.dxc6 Vxc6 20.c5 Hd8 21.Fb2 dxc5 22.bxc5 Vxc5 23.Fxe5 Hd7 24.Fb2 Vb4 25.Hb3 Hc5 26.Fa1 Fxe4 27.Hfd4 Hdb7 28.Ve2 Hd6 29.Hxc5 Vxc5 30.Vg4 Be8 31.Bd1 Fg6 32.Vf4 Vb4 33.Vc1 Fe4 34.Be1 Va5 35.Fb3 Va8 36.Vb2 b4 37.Be3 Fg6 38.Bxe8 Vxe8 39.Vc1 He4 40.Fd5 Hc5 41.Hb3 Hd3 42.Vd2 Vb5 43.Ff3 Vc4 44.Fd1 h6 0-1
11. játszma Kaszparov–Karpov 1–0 25 lépés
|    | |    |    |    |    |    |    |
|    | \| \| \| \| \| \| \| \| \| \| \| \| \| \| \| \| \| \| \| \| \| \| \| \| \| \| \| \| \| \| \| \| \| \| \| \| \| \| \| \| \| \| \| \| \| \| \| \| \| \| \| \| \| \| \| \| \| \| \| \| \| \| \| \| \| \| \| \| \| \| \| \| |    |    |    |    |    |    |
|    | |    |    |    |    |    |    |
| a8 | b8 | c8 | d8 | e8 | f8 | g8 | h8 |
| a7 | b7 | c7 | d7 | e7 | f7 | g7 | h7 |
| a6 | b6 | c6 | d6 | e6 | f6 | g6 | h6 |
| a5 | b5 | c5 | d5 | e5 | f5 | g5 | h5 |
| a4 | b4 | c4 | d4 | e4 | f4 | g4 | h4 |
| a3 | b3 | c3 | d3 | e3 | f3 | g3 | h3 |
| a2 | b2 | c2 | d2 | e2 | f2 | g2 | h2 |
| a1 | b1 | c1 | d1 | e1 | f1 | g1 | h1 |

| a8 | b8 | c8 | d8 | e8 | f8 | g8 | h8 |
| a7 | b7 | c7 | d7 | e7 | f7 | g7 | h7 |
| a6 | b6 | c6 | d6 | e6 | f6 | g6 | h6 |
| a5 | b5 | c5 | d5 | e5 | f5 | g5 | h5 |
| a4 | b4 | c4 | d4 | e4 | f4 | g4 | h4 |
| a3 | b3 | c3 | d3 | e3 | f3 | g3 | h3 |
| a2 | b2 | c2 | d2 | e2 | f2 | g2 | h2 |
| a1 | b1 | c1 | d1 | e1 | f1 | g1 | h1 |

Nimzoindiai védelem, háromhuszáros változat ECO E21
1.d4 Hf6 2.c4 e6 3.Hc3 Fb4 4.Hf3 O-O 5.Fg5 c5 6.e3 cxd4 7.exd4 h6 8.Fh4 d5 9.Bc1 dxc4 10.Fxc4 Hc6 11.O-O Fe7 12.Be1 b6 13.a3 Fb7 14.Fg3 Bc8 15.Fa2 Fd6 16.d5 Hxd5 17.Hxd5 Fxg3 18.hxg3 exd5 19.Fxd5 Vf6 20.Va4 Bfd8 21.Bcd1 Bd7 22.Vg4 Bcd8 (diagram) 23.Vxd7 Bxd7 24.Be8+ Kh7 25.Fe4+ és sötét feladta (mert 25. - g6-ra 26.Bxd7 Fa6 27.Fxc6 Vxc6 28.Bxf7 matt következne) 1-0

16. játszma Karpov–Kaszparov 0–1 40 lépés
|    | |    |    |    |    |    |    |
|    | \| \| \| \| \| \| \| \| \| \| \| \| \| \| \| \| \| \| \| \| \| \| \| \| \| \| \| \| \| \| \| \| \| \| \| \| \| \| \| \| \| \| \| \| \| \| \| \| \| \| \| \| \| \| \| \| \| \| \| \| \| \| \| \| \| \| \| \| \| \| \| \| |    |    |    |    |    |    |
|    | |    |    |    |    |    |    |
| a8 | b8 | c8 | d8 | e8 | f8 | g8 | h8 |
| a7 | b7 | c7 | d7 | e7 | f7 | g7 | h7 |
| a6 | b6 | c6 | d6 | e6 | f6 | g6 | h6 |
| a5 | b5 | c5 | d5 | e5 | f5 | g5 | h5 |
| a4 | b4 | c4 | d4 | e4 | f4 | g4 | h4 |
| a3 | b3 | c3 | d3 | e3 | f3 | g3 | h3 |
| a2 | b2 | c2 | d2 | e2 | f2 | g2 | h2 |
| a1 | b1 | c1 | d1 | e1 | f1 | g1 | h1 |

| a8 | b8 | c8 | d8 | e8 | f8 | g8 | h8 |
| a7 | b7 | c7 | d7 | e7 | f7 | g7 | h7 |
| a6 | b6 | c6 | d6 | e6 | f6 | g6 | h6 |
| a5 | b5 | c5 | d5 | e5 | f5 | g5 | h5 |
| a4 | b4 | c4 | d4 | e4 | f4 | g4 | h4 |
| a3 | b3 | c3 | d3 | e3 | f3 | g3 | h3 |
| a2 | b2 | c2 | d2 | e2 | f2 | g2 | h2 |
| a1 | b1 | c1 | d1 | e1 | f1 | g1 | h1 |

Szicíliai védelem Paulsen-változat, Gary-csel ECO B44
1.e4 c5 2.Hf3 e6 3.d4 cxd4 4.Hxd4 Hc6 5.Hb5 d6 6.c4 Hf6 7.H1c3 a6 8.Ha3 d5 9.cxd5 exd5 10.exd5 Hb4 11.Fe2 Fc5 12.O-O O-O 13.Ff3 Ff5 14.Fg5 Be8 15.Vd2 b5 16.Bad1 Hd3 17.Hab1 h6 18.Fh4 b4 19.Ha4 Fd6 20.Fg3 Bc8 21.b3 g5 22.Fxd6 Vxd6 23.g3 Hd7 24.Fg2 Vf6 25.a3 a5 26.axb4 axb4 27.Va2 Fg6 28.d6 g4 29.Vd2 Kg7 30.f3 Vxd6 31.fxg4 Vd4+ 32.Kh1 Hf6 33.Bf4 (diagram) He4 34.Vxd3 Hf2+ 35.Bxf2 Fxd3 36.Bfd2 Ve3 37.Bxd3 Bc1 38.Hb2 Vf2 39.Hd2 Bxd1+ 40.Hxd1 Be1+ 0-1
19. játszma Kaszparov–Karpov 1–0 42 lépés
Nimzoindiai védelem, háromhuszáros változat ECO E21
1.d4 Hf6 2.c4 e6 3.Hc3 Fb4 4.Hf3 He4 5.Vc2 f5 6.g3 Hc6 7.Fg2 O-O 8.O-O Fxc3 9.bxc3 Ha5 10.c5 d6 11.c4 b6 12.Fd2 Hxd2 13.Hxd2 d5 14.cxd5 exd5 15.e3 Fe6 16.Vc3 Bf7 17.Bfc1 Bb8 18.Bab1 Be7 19.a4 Ff7 20.Ff1 h6 21.Fd3 Vd7 22.Vc2 Fe6 23.Fb5 Vd8 24.Bd1 g5 25.Hf3 Bg7 26.He5 f4 27.Ff1 Vf6 28.Fg2 Bd8 29.e4 dxe4 30.Fxe4 Be7 31.Vc3 Fd5 32.Be1 Kg7 33.Hg4 Vf7 34.Fxd5 Bxd5 35.Bxe7 Vxe7 36.Be1 Vd8 37.He5 Vf6 38.cxb6 Vxb6 39.gxf4 Bxd4 40.Hf3 Hb3 41.Bb1 Vf6 42.Vxc7+ 1-0
22. játszma Karpov–Kaszparov 1–0 42 lépés
Elhárított vezércsel, Charousek (Petroszján)-változat ECO D31
1.d4 d5 2.c4 e6 3.Hc3 Fe7 4.cxd5 exd5 5.Ff4 Hf6 6.e3 O-O 7.Hf3 Ff5 8.h3 c6 9.g4 Fg6 10.He5 Hfd7 11.Hxg6 fxg6 12.Fg2 Hb6 13.O-O Kh8 14.He2 g5 15.Fg3 Fd6 16.Vd3 Ha6 17.b3 Ve7 18.Fxd6 Vxd6 19.f4 gxf4 20.exf4 Bae8 21.f5 Hc7 22.Bf2 Hd7 23.g5 Ve7 24.h4 Ve3 25.Bd1 Hb5 26.Vxe3 Bxe3 27.Kh2 Hb6 28.Hg3 Hc8 29.Hf1 Be7 30.Bd3 Hcd6 31.Hg3 He4 32.Fxe4 dxe4 33.Be3 Hxd4 34.Kh3 Be5 35.Kg4 h5 36.Kxh5 Hxf5 37.Bxf5 Bfxf5 38.Hxf5 Bxf5 39.Bxe4 Kh7 40.Be7 b5 41.Bxa7 b4 42.Kg4 1-0
24. játszma Karpov–Kaszparov 0–1 42 lépés
Szicíliai védelem, scheveningeni változat ECO B84
1.e4 c5 2.Hf3 d6 3.d4 cxd4 4.Hxd4 Hf6 5.Hc3 a6 6.Fe2 e6 7.O-O Fe7 8.f4 O-O 9.Kh1 Vc7 10.a4 Hc6 11.Fe3 Be8 12.Ff3 Bb8 13.Vd2 Fd7 14.Hb3 b6 15.g4 Fc8 16.g5 Hd7 17.Vf2 Ff8 18.Fg2 Fb7 19.Bad1 g6 20.Fc1 Bbc8 21.Bd3 Hb4 22.Bh3 Fg7 23.Fe3 Be7 24.Kg1 Bce8 25.Bd1 f5 26.gxf6 Hxf6 27.Bg3 Bf7 28.Fxb6 Vb8 29.Fe3 Hh5 30.Bg4 Hf6 31.Bh4 g5 32.fxg5 Hg4 33.Vd2 Hxe3 34.Vxe3 Hxc2 35.Vb6 Fa8 36.Bxd6 Bb7 37.Vxa6 Bxb3 38.Bxe6 Bxb2 39.Vc4 Kh8 40.e5 Va7+ 41.Kh1 Fxg2+ 42.Kxg2 Hd4+ 0-1